# Pílula contraceptiva oral combinada
A pílula contracetiva oral combinada (português europeu) ou pílula contraceptiva oral combinada (português brasileiro) (COC), frequentemente referida coloquialmente como «a pílula», é um método de controlo de natalidade e supressão menstrual projetado para ser tomado via oral por mulheres. Ela inclui uma combinação de um estrogénio (comummente etinilestradiol) e um progestagénio (especificamente uma progestina). Quando tomada corretamente, ela altera o ciclo menstrual para eliminar a ovulação e prevenir a gravidez.
As pílulas foram inicialmente aprovadas para uso contraconcetivo nos Estados Unidos em 1960, e são uma forma muito popular de controlo de natalidade. São usadas atualmente por mais de 100 milhões de mulheres em todo o mundo e por quase 12 milhões de mulheres só nos Estados Unidos. Seu uso varia enormente de país,  idade, escolaridade e estado civil. Um terço das mulheres com idade entre 16-49 no Reino Unido atualmente utilizam a pílula que só contém o progestagénio ou a pílula combinada.
As duas formas de pílula estão na Lista de Medicamentos Essenciais da Organização Mundial de Saúde, os medicamentos mais importantes, necessários em um sistema básico de saúde. A pílula foi um catalisador para a revolução sexual. Os historiadores  creditam a pílula como o contraceptivo mais importante para transferir o poder sobre os direitos reprodutivos dos homens para as mulheres.

## Uso clínico
Os contraceptivos orais combinados devem ser tomados diariamente, no mesmo horário. Se um ou mais comprimidos são esquecidos por mais de 12 horas, a proteção contra a gravidez é reduzida.  A maioria das marcas de pílulas combinadas são embalados em um dos dois tamanhos diferentes, com dias marcados para um ciclo de 28 dias. Para a embalagem de 21 comprimido, uma pílula é consumida por dia durante três semanas, seguido de uma semana sem pílulas. Na embalagem de 28 pílulas, as pílulas são tomadas por 21 dias, seguido por uma semana de placebo ou comprimidos de açúcar. Pode haver um sangramento de escape em algum momento durante a semana de placebo, e mesmo assim estar protegida de uma gravidez durante esta semana. Há também dois outros tipos de pílulas (Yaz 28 e Loestrin 24 Fe) que possuem 24 dias de pílulas hormonais ativas, seguido de 4 dias de placebo.

### Pílulas de placebo
As pílulas de placebo fazem com que a pessoa mantenha o hábito diário mesmo durante a semana sem hormônios, as pílulas de placebo podem conter um suplemento de ferro, já que as necessidades de ferro aumentam durante a menstruação.
O sangramento de escape que ocorre durante a pausa das pílulas ativas foi pensado ser reconfortante, como uma confirmação física de não estar grávida. A embalagem de pílula de 28 dias também simula o ciclo menstrual médio, embora os acontecimentos hormonais durante o ciclo da pílula são significativamente diferentes de um ciclo menstrual ovulatória normal. A pílula suprime o ciclo normal, e o sangramento de escape ocorre enquanto as pílulas de placebo são tomada, esse sangramento também é previsível; o sangramento inesperado pode ser um efeito colateral possível do uso da pílula por longa data.

### Eficácia
O índice de Pearl é frequentemente usado para comparar a eficácia dos diferentes métodos de contracepção. Ele é expresso como o "número de gravidezes indesejadas em 100 mulheres normalmente férteis em um período de um ano". Cada método de controle de natalidade tem dois números no índice de Pearl:
- efetividade do método: é o número do índice de Pearl para uso sob condições perfeitas. O número de efetividade do método para a pílula anticoncepcional tem sido medido entre 0,3 e 1,25, o que significa que em condições ideais, entre 0,3 e 1,25 usuárias a cada 100 se tornaram grávidas durante o primeiro ano de uso perfeito da pílula (índice de Pearl = 0,3 a 1,25);
- efetividade do usuário ou efetividade típica: é o número do índice de Pearl para uso que não é consistente ou sempre correto. A efetividade do usuário medida pelo índice de Pearl para a pílula anticoncepcional está entre 2,15 e 8,0, o que significa que entre 2,15 e 8,0 usuárias a cada 100 se tornaram grávidas durante o primeiro ano de uso típico da pílula (índice de Pearl = 2,15 a 8,0).[21][22]

A estimativa da probabilidade de gravidez durante o primeiro ano de "uso perfeito" da pílula é de 0,3%, e a probabilidade estimada de gravidez durante o primeiro ano no "uso típico" é de 9%. A taxa de falha no uso perfeito é baseado em uma revisão das taxas de gravidez em ensaios clínicos, a taxa de falha de uso típico é baseado em uma média ponderada das estimativas dos inquéritos do U.S. National Surveys of Family Growth (NSFG) de 1995 e 2002 , corrigido para sub-registros de abortos.
As pílulas COC fornecem uma contracepção eficaz desde a tomada da primeira pílula se iniciado no prazo de cinco dias após o início do ciclo menstrual (dentro de cinco dias do primeiro dia da menstruação). Se iniciado em qualquer outro momento do ciclo menstrual, as pílulas COC fornecem uma contracepção eficaz somente após 7 dias consecutivos do uso das pílulas ativas, portanto, um método de prevenção de gravidez deve ser usado até as pílulas ativas foram tomadas durante 7 dias consecutivos, as pílulas devem ser tomadas aproximadamente à mesma hora, todos os dias.
A eficácia contraceptiva pode ser prejudicada por: 1) esquecer mais de um comprimido ativo, 2) atraso no início da próxima caixa de pílulas ativas (isto é, estendendo o período inativo ou de placebo além dos 7 dias), 3) má absorção intestinal das pílulas ativas devido a vômitos ou diarreia, 4) interações medicamentosas com pílulas ativas que diminuem os níveis contraceptivos do estrogênio ou da progesterona.
A eficácia da pílula anticoncepcional oral combinada parece ser semelhante se as pílulas ativas são tiradas continuamente por períodos prolongados de tempo ou se forem tomadas durante 21 dias ativos e 7 dias como placebo.
Instrução em caso de pílulas esquecidas:
- menos de 12 horas: tomar a pílula que foi esquecida assim que possível;
- entre 12 e 24 horas: tomar a pílula assim que possível e abster-se de relações sexuais ou usar outro método contraceptivo;
- mais de 24 horas: tomar a pílula assim que possível e perguntar a um médico se uma segunda pílula deve ser tomada naquele mesmo dia e se a pílula esquecida ainda deve ser usada neste mês. Abster-se de relações sexuais ou utilizar outros métodos de contracepção durante pelo menos 7 dias.[26]

Se ocorrer a menstruação, espere uma semana, em seguida, iniciar um novo conjunto de pílulas. Se os comprimidos não use um ciclo mensal, pergunte a um médico para obter informações.

## Mecanismo de ação
A maturação dos folículos necessita de hormonas da hipófise (glândula endócrina junto ao cérebro), a FSH (Folicle stimulating hormone ou hormona estimuladora do folículo) e também a LH. Normalmente surgem vários folículos ováricos (cada um com 1 ovócito) em crescimento que, ao aumentarem de tamanho, excretam estrogénios em cada vez maior quantidade que actuam por feedback negativo na hipófise, havendo redução progressiva da libertação de LH e FSH. Os vários folículos então competem por essas escassas hormonas, sendo que o maior folículo (que tem maior superfície e portanto mais receptores para elas) é activado suficientemente e os menores degeneram. Esse folículo maior então produz cada vez mais estrogénio, até que em altas concentrações ocorre conversão do feedback negativo em feedback positivo que leva à excreção em massa de LH e FSH que estimulam o rompimento do folículo e a ovulação.
A administração de doses baixas mas constantes de estrogénio e progesterona inibe a produção de FSH e LH na hipófise, por feedback negativo enquanto todos os folículos são ainda pequenos. A diminuição das concentrações de FSH e LH leva ao não desenvolvimento dos folículos que surgem, já que nenhum deles é suficientemente grande para ter receptores de FSH suficientes para não degenerar.
Entretanto, nem sempre a pílula é eficaz em impedir a ovulação. Quando ela não consegue impedir-la e ocorre a fecundação, forma-se o zigoto, mas a pílula impede a sua nidação através de alterações causadas à espessura do endométrio.

## Fármacos usados
Há vários tipos de pílula, cada um com análogos dos estrogénios ou progesteronas em coquetéis diferentes.

### Derivados estrogénicos comuns
- Etinilestradiol
- Mestranol

### Derivados da progesterona
- Noretindrona
- Linestrenol
- Gestodeno
- Norgestrel
- Medroxiprogesterona

## Administração
Podem ter um estrogénio e uma progesterona, ou mais recentemente só progesterona (também inibe sozinha a libertação hipofisária de FSH).
Há embalagens monofásicas (sempre mesmas doses e fármacos),  bifásicas ou trifásicas (três fases cada uma com doses e/ou fármacos diferentes).
Existem ainda, além das embalagens com pílulas orais (com ou sem pausa de alguns dias), preparações para implantação subcutânea com libertação automática.
A pílula é grátis nos centros de planejamento familiar em Portugal, assim como na maioria dos Postos de Saúde da rede pública no Brasil.

## Efeitos contraceptivos
A pílula contraceptiva oral combinada age por três mecanismos importantes:
1. Inibição da ovulação (principal efeito)
2. Atrofia do endométrio (impede a implantação do embrião)
3. Espessamento do muco do colo uterino (impede a entrada dos espermatozoides)

Estes mecanismos são simultâneos e garantem elevada eficácia da pílula quando tomada adequadamente.
A eficácia da pílula é perdida nos seguintes casos:
- esquecimento de sua ingestão por mais de 12 horas;
- surgimento de diarreia e/ou vômitos nas primeiras horas de sua ingestão;
- uso de antibióticos ou medicamentos que são citados na própria bula da pílula.

Em caso de esquecimento de tomada da pílula por mais de 12 horas, deve-se tomar as seguintes medidas para prevenção de gravidez:
- a) esquecimento na primeira semana da cartela: Se houve relações sexuais na semana anterior, há risco de gravidez. Deve-se procurar um médico. Se não houve relações, deve-se tomar a pilula esquecida assim que se lembrar e usar método de barreira (camisinha) nos próximos 7 dias;
- b) esquecimento na segunda semana da cartela: Tomar a pílula esquecida assim que se lembrar, não há necessidade de outros procedimentos;
- c) esquecimento na terceira semana da cartela: Tomar a pílula esquecida assim que se lembrar, continuar a cartela até o fim e não fazer a pausa. Deve-se iniciar a próxima cartela sem interrupção. Ou, pode-se aproveitar o esquecimento da pílula para já fazer a pausa e depois do intervalo correto, iniciar nova cartela. Não há risco de gravidez.

Esses procedimentos são seguros para o esquecimento de uma única pílula. Caso o esquecimento seja de mais pílulas, o risco de gravidez é elevado independente da semana do esquecimento.
A pílula anticoncepcional atua por ação de hormônios que impedem a gravidez por três efeitos expressivos e conjuntos. Porém, como a dosagem hormonal da pílula é bastante baixa, a sua ingestão de forma incorreta leva a uma grande perda de eficácia. Portanto, a pílula é extremamente segura se tomada corretamente e bastante insegura se seu uso for inadequado. A qualidade deste método contraceptivo depende muito da disciplina da usuária.

## Efeitos adversos
- Alterações do humor e comportamento ligeiras.
- Subida da tensão arterial ligeira.
- Aumento da hormona tiroxina da tiróide.
- Aumentam o colesterol e os outros lipídios moderadamente.
- Maior pigmentação cutânea (escurecimento da pele)
- Aumento ligeiro da função cardíaca.
- Por vezes muito ligeiro efeito virilizante (devido à pequena atividade androgénica da progesterona), menos pronunciado nas pílulas de última geração.
- Aumento de peso
- Retenção de líquidos
- Redução da libido[28][29][30]

Raramente:
- Depressão
- Tromboses e embolia
- Enfarte do miocárdio
- AVC
- Cancro do colo do útero se houver infecção com vírus do papiloma humano.
- Perda de cabelo
- Eritema

## Cuidados e contraindicações
Os contraceptivos orais podem influenciar a coagulação, aumentando o risco de uma trombose venosa profunda (TVP) e embolia pulmonar, acidente vascular cerebral (AVC) e infarto do miocárdio (ataque cardíaco). Os contraceptivos orais combinados geralmente são contraindicados para mulheres com doença cardiovascular preexistente, mulheres que têm tendência familiar de formar coágulos sanguíneos (como as que tem o hereditário Fator V de Leiden), mulheres com obesidade severa e/ou hipercolesterolemia (alto nível de colesterol) e tabagistas com mais de 35 anos.
As pesquisas sobre a relação entre o risco de câncer de mama com a contracepção hormonal são complexas e aparentemente contraditórias. Pesquisadores também apontam que o uso da pílula aumenta o risco de câncer cervical e de câncer no fígado.
Algumas autoridades médicas afirmam que os potenciais riscos à saúde dos contraceptivos orais são menores do que aqueles da gravidez e nascimento. Algumas organizações argumentaram que a comparação do método contraceptivo com o não-método (a gravidez) não é relevante - ao contrário, a comparação da segurança deve ser feita entre os diferentes métodos de contracepção.
Na terceira idade, o uso da pílula contraceptiva só pode ser feito por orientação médica. A partir dos 40 anos, a produção do ciclo hormonal da mulher começa a diminuir bastante, o que já diminui muito as chances de engravidar. Porém, ainda existe um risco. Como a partir dessa faixa etária, os riscos de acidente vascular cerebral e ataque cardíaco aumentam, o ideal é que a mulher busque outros métodos contraceptivos, como a camisinha.
Não há uma idade precisa para o uso do anticoncepcional, muitas vezes ele é indicado como medicação hormonal e portanto somente um ginecologista pode indicar o seu  uso.

## Aplicação
Deve ser tomada todos os dias durante 21 dias seguidos por mês, sempre à mesma hora (para a maioria das pílulas o atraso é de 12 horas).
- Embalagens de 21 comprimidos

Toma-se todos os dias sem parar, interrompe-se 7 dias, inicia-se nova embalagem no 8º dia.
- Embalagens de 28 comprimidos

Tomar sem parar.
Em que dia se deve começar a tomar a pílula?
| Se:                                        | Quando?                                    |
| ------------------------------------------ | ------------------------------------------ |
| Nunca tomou                                | 1º dia da menstruação                      |
| Está a tomar a embalagem de 21 comprimidos | Interrompe-se 7 dias e começa-se nova emb. |
| Esta a tomar a embalagem de 28 comprimidos | Começa-se após o 28º dia da pílula.        |

Nota: Todas as pílulas trazem folhetos explicativos de como se deve tomar, pode também falar com o enfermeiro do Centro de Saúde. Não esqueça que a pílula não protege contra doenças sexualmente transmissíveis, pelo que o preservativo deve sempre ser usado para prevenção de doenças.

## Quando deve consultar um médico
Deve fazer uma primeira consulta, depois um controlo ao fim de 3 meses e, por fim, visitas regulares de 9 em 9 meses. No entanto, se enquanto tiver a tomar a pílula ocorrer as seguintes opções, deve consultar um médico:
- Ganho de peso repentino, sem que tenha havido mudança na dieta ou no estilo de vida;
- Dores de cabeça fortes e fora do comum;
- Dores na barriga da perna ou no tórax;
- Vômitos ou diarreia persistente
- Corrimento mamário;
- Hemorragias vaginais abundantes;
- Qualquer sintoma que não tenha tido antes de tomar.

## Pílula do dia seguinte
Esta pílula é inibidora da ovulação, sendo atualmente impossível afirmar ou infirmar de forma científica, se é também inibidora da fecundação e/ou da implantação.
Deve ser usada da forma prescrita e apenas pontualmente, em situações especiais. A ênfase no uso esporádico se justifica porque a pílula do dia seguinte joga no corpo um nível de hormônios bastante alto, que pode trazer efeitos colaterais, e o uso excessivo diminui sua eficácia e facilita distúrbios hormonais. Mas, na maioria dos casos, e tendo uso correto, a pílula do dia seguinte não traz riscos para a saúde.
A contracepção de emergência é utilizada há cerca de 20 anos em muitos países do mundo e foi considerada segura para a saúde da mulher pela Organização Mundial de Saúde (OMS) e por muitas outras Agências Mundiais de saúde.
A contracepção de emergência pode ser usada depois de se ter relações sexuais desprotegidas ou quando, por exemplo, o preservativo se rompe, quando houve esquecimento da pílula, ou depois de uma situação complicada como é uma violação ou uma relação sexual não desejada, por forma a evitar uma gravidez. Deve-se tomar o mais cedo possível, após a relação sexual.
A contracepção de emergência está disponível em Portugal, sem receita médica. Se precisar de a utilizar, recorra a um Centro de Atendimento para Jovens, a um Centro de Saúde ou a um Gabinete de Apoio à Sexualidade Juvenil do Instituto Português da Juventude.

## Impacto ambiental
Uma mulher que use a pílula excreta em sua urina e fezes estrógenos naturais, estrona (E1), estradiol (E2) e estrógeno sintético, etinilestradiol (EE2). Esses hormônios podem não ser eliminados pelo tratamento de água e passarem para os rios. Outras formas de contracepção, como o adesivo contraceptivo, usam o mesmo estrógeno sintético ( EE2 ) que é encontrado nas pílulas, que também é excretado. Foi observado que essa excreção de hormônios tem o papel de disruptor endócrino nos peixes dos rios, afetando o desenvolvimento sexual e reprodução dos espécimes nas áreas por eles contaminados.
Um estudo conduzido em rios britânicos reforçou a hipótese de que a incidência e a severidade de populações de peixe intersexo está significativamente relacionada com as concentrações de E1, E2 e EE2 nos rios.
Uma análise do lodo ativado resultante de estações de tratamento de esgoto encontrou que as taxas de remoção do estrógeno variaram consideravelmente, mas que em média foram de 78% para estrona, 91% para estradiol, e 76% para etinilestradiol. As concentrações de estriol ficaram entre as da estrona e do estradiol, mas o estriol é um disruptor endócrino bem menos potente para os peixes.
Embora a concentração de etinilestradiol seja menor que a de estradiol, a qual é menor que a de estrona, o etinilestradiol é mais potente do que o estradiol, que por sua vez é mais potente do que a estrona, tratando-se da indução de peixes intersexo e da indução da síntese de vitelogenina em peixes masculinos.